# Seyweiler
Seyweiler ist ein Ortsteil von Gersheim im saarländischen Saarpfalz-Kreis. Bis Ende 1973 war Seyweiler eine eigenständige Gemeinde im Landkreis Homburg.

## Lage
Seyweiler liegt in der Landschaft Parr, im Süden des Bliesgaus. Die Gemarkung umfasst 350 ha. Unter dem Namen der Parr finden sich nicht nur Seyweiler und Medelsheim, sondern auch Peppenkum, Utweiler und Riesweiler. Diese Ortschaften waren seit jeher besonders durch die katholische Kirche St. Martin in Medelsheim eng miteinander verbunden.

## Geschichte
Zwischen 600 und 800 wurde Seyweiler von fränkischen Siedlern unter dem Sippenchef „Sibo“ hier ein „Weiler“ errichtet. Daraus entwickelte sich dann der heutige Name — Seyweiler.
Die erste urkundliche Erwähnung Seyweilers  war im Jahre 1307, als die hier wohnenden Eheleute Reyner und Gela ein Vermächtnis zugunsten des Abtes und des Klosters Werschweiler errichteten. Die Seyweiler Bauern haben sich 1525 den Bauern aus den umliegenden Dörfern angeschlossen und waren am Bauernaufstand beteiligt. Die Seyweiler Bürger waren ebenso wie die Medelsheimer und Peppenkumer Untertanen der gleichen Herrschaften, so der Grafen von Zweibrücken, des Hauses Österreich, der Fugger von Augsburg und der Grafen von der Leyen.
Territorial zugehörig war Seyweiler an den Ort Medelsheim, dem ehemaligen Amtssitz der Parr. 1816 war die territoriale Zugehörigkeit mit der Pfalz zum Königreich Bayern zugesprochen. Dies zeigt sich bis heute noch durch die bayrische Lebensart der Parr.
Im Zweiten Weltkrieg in den Jahren  1939/40 und 1944/45 hatte Seyweiler schwer zu kämpfen. Damals lag Seyweiler in der „Roten Zone“, da Seyweiler sehr nahe an der französischen Grenze liegt. Dadurch mussten die Einwohner zweimal evakuiert werden.  Am Ende des Zweiten Weltkrieges war das Dorf zu fast 80 % zerstört, so dass die Bausubstanz unwiederbringlich komplett zerstört war.
Im Rahmen der saarländischen Gebiets- und Verwaltungsreform wurde die bis dahin eigenständige Gemeinde Seyweiler am 1. Januar 1974 der damals neu gebildeten Gemeinde Gersheim zugeordnet.

## Politik
Die Ortsteile Seyweiler und Medelsheim bilden gemeinsam einen Gemeindebezirk, der durch einen Ortsrat vertreten wird.

## Wirtschaft
Das ehemalige Bauerndorf verfügt noch über zwei Vollerwerbsbetriebe, die auf Aussiedlerhöfen betrieben werden. Die örtliche Töpferei vertreibt ihre Erzeugnisse weit über die Region hinaus. Auch eine große Imkerei ist zu erwähnen.

## Kultur und Sehenswürdigkeiten
Zahlreiche teils kunstvolle Wegekreuze (Lothringerkreuze) in der Gemarkung. Ein Feuerwehrhaus, ein angrenzender kleiner Spielplatz, das umgebaute ehemalige "Milchheisje"  sowie ein Friedhof gehören zu dem Dorf.

## Freizeit und Tourismus
Seyweiler liegt am Saarland-Rundwanderweg, der hier eine weite Aussicht in die Pfalz und zu den Vogesen bietet. Er verläuft in der Gemarkung streckenweise auf der historischen Dußer Straße, der Salzstraße aus dem lothringischen Salinengebiet um Dieuze.